# Loulou (téléfilm)
Pour les articles homonymes, voir Loulou.
Pour plus de détails, voir Fiche technique et Distribution.
Loulou est un téléfilm français réalisé par Émilie Noblet sur un scénario de Géraldine de Margerie, Alice Vial, Louise Massin, Alicia Pratx et Marie Lelong, et diffusé pour la première fois le 2 février 2024 sur Arte.
Ce téléfilm, qui est une production de La Onda Productions pour Arte,, est la suite de la web-série Loulou diffusée en 2017 et 2018 sur le site arte.tv,,.
Le téléfilm remporte le prix du meilleur scénario, le prix de la meilleure interprétation féminine et le prix du jeune espoir masculin Adami au Festival de la fiction TV de la Rochelle en septembre 2023,,,,.

## Fiche technique
- Titre français : Loulou
- Réalisation : Émilie Noblet[3],[2]
- Scénario : Géraldine de Margerie, Alice Vial, Louise Massin, Alicia Pratx et Marie Lelong[3],[1],[2]
- Musique : Julie Roué[3],[1],[2]
- Décors : Quentin Millot[1],[2]
- Costumes : n.c.
- Photographie : Giacomo Bernasconi De Luca[1],[2]
- Son : Fabien Luth[1],[2]
- Montage : Baptiste Ribrault[1],[2]
- Production : Thibaut Ader et Baptiste Bertin[1],[2]
- Sociétés de production : La Onda Productions[1],[2]
- Pays de production :  France
- Langue originale : français
- Format : couleur
- Genre : Comédie
- Durée : 82 minutes[1]
- Date de première diffusion : 2 février 2024 sur Arte

## Distribution
- Louise Massin : Loulou
- Guillaume Pottier : Max
- Alice Vial : Alice
- Marie Lelong : Marie
- Patrick d’Assumçao : Jean-Luc
- Oussama Kheddam : Raphaël
- Marie Bunel : Sandra
- Philippe Rebbot : Argan
- Marc Fraize : Marc
- François Morel : Le Père

## Production

### Genèse et développement
Le scénario est de la main de Marie Lelong, Géraldine de Margerie, Alice Vial, Alicia Pratx et Émilie Noblet, et la réalisation est assurée par Émilie Noblet,,,.
La production est assurée par Thibaut Ader et Baptiste Bertin pour La Onda Productions,,.

## Distinction
- Festival de la fiction TV de la Rochelle 2023[1],[6],[7],[8],[9],[10] :
  - Prix du meilleur scénario
  - Prix du jeune espoir masculin Adami : Oussama Kheddam
  - Prix de la meilleure interprétation féminine : Louise Massin